# Chile Verde
Chile Verde är en ort i Mexiko.   Den ligger i kommunen Chiapa de Corzo och delstaten Chiapas, i den sydöstra delen av landet, 700 km öster om huvudstaden Mexico City. Chile Verde ligger 1 014 meter över havet och antalet invånare är 219.
Terrängen runt Chile Verde är kuperad österut, men västerut är den bergig. Runt Chile Verde är det ganska tätbefolkat, med 100 invånare per kvadratkilometer. Närmaste större samhälle är Tuxtla Gutiérrez, 16,2 km sydväst om Chile Verde. I omgivningarna runt Chile Verde växer huvudsakligen savannskog.